# 1615

## Naixements
Països Catalans
Món
- 15 de març - Papa Innocenci XII (m. 1700)
- Baños de Río Tobía (La Rioja): Benet Ignasi de Salazar, 112è President de la Generalitat de Catalunya (m. 1692)

## Necrològiques
Països Catalans
Món
- 27 de març - París: Margarida de Valois, princesa de França i reina de Navarra i de França.[1]
- 21 d'octubre - Valenciennes (Comtat d'Hainaut), Adrià de Montigny, pintor